# الجرس (رواية)
الجرس (بالإنجليزية: The Bell)‏ هي رواية للكاتبة البريطانية آيريس مردوك، نشرت عام 1958، لأول مرة عن دار نشر تشاتو آند ويندوس.

## روابط خارجية
- الجرس على موقع الموسوعة البريطانية (الإنجليزية)